# Bigmouth Strikes Again
"Bigmouth Strikes Again" é uma música que faz parte do terceiro álbum da banda britânica The Smiths, The Queen Is Dead. Foi o primeiro single do álbum a alcançar a posição 26 nas paradas britânicas em 1986. Além disso, foi a música final do álbum Rank, ao vivo da banda.
A música apresenta letras autodepreciativas que refletiam as frustrações de Morrissey com a indústria musical da época. Musicalmente, a música foi inspirada em "Jumpin' Jack Flash" dos Rolling Stones e gira em torno de um riff de guitarra que Marr escreveu durante uma passagem de som em 1985.

## Produção
"Bigmouth Strikes Again" começou como uma letra escrita por Morrissey no verão de 1985. A letra foi a última das três escritas sobre a frustração de Morrissey com a indústria musical, sendo as duas anteriores "The Boy with the Thorn in His Side" e "Rubber Ring". "Bigmouth Strikes Again" reflete especificamente as experiências negativas de Morrissey com a imprensa musical. Quando questionado pela NME sobre a música, Morrissey respondeu: "Não consigo pensar em uma frase [lamento ter dito]. Ainda estamos naquele estágio em que se eu resgatasse um gatinho de um afogamento, eles diriam: 'Morrissey Corpo de Mauls Kitten'. Então o que você pode fazer?"
Morrissey pretendia que a letra da música fosse engraçada; ele explicou: "Eu chamaria de paródia se soasse menos como autocelebração, o que definitivamente não era. Era apenas uma música muito engraçada". Mike Joyce comentou: "Que título fantástico - um dos melhores de Mozzer. E com essa música, você pode ver por que ele fez os jornalistas enlouquecerem. Ouça o conteúdo da letra. Ele foi único."
Johnny Marr baseou a música da música em um riff de guitarra que ele escreveu durante uma passagem de som da turnê da banda em 1985. Marr afirmou mais tarde que se inspirou em "Jumpin' Jack Flash" dos Rolling Stones, afirmando: "Eu queria algo que fosse rápido o tempo todo, sem um oito central distinto como tal. Achei que as quebras de guitarra deveriam ser percussivo, não muito bonito ou cordial". Marr descreveu a música como sendo "o mais próximo possível do som dos meus heróis quando chegamos".

## Letra
Durante a música, o protagonista se compara a Joana D'Arc quando "as chamas subiram até seu nariz romano" e também diz "agora eu sei como Joana D'Arc se sentiu". Em apresentações solo recentes, Morrissey mudou a letra "e seu Walkman começou a derreter", para a mais atual tecnologicamente "e seu iPod começou a derreter". Morrissey incluiu a letra "e seu aparelho auditivo começou a derreter" como uma homenagem aos fãs surdos e com deficiência auditiva da banda.
Inicialmente a banda pediu a Kirsty MacColl para contribuir com backing vocals, mas Marr achou suas harmonias "muito estranhas" e elas foram deixadas de fora da gravação final. Em vez disso, os backing vocals foram gravados por Morrissey e alterados para um tom mais alto. Isto é creditado a "Ann Coates", uma referência ao distrito de Ancoats, em Manchester.
A letra foi a última das três escritas sobre a frustração de Morrissey com a indústria musical, sendo as duas anteriores "The Boy with the Thorn in His Side" e "Rubber Ring". "Bigmouth Strikes Again" reflete especificamente as experiências negativas de Morrissey com a imprensa musical.

## Cover
A música teve um cover da Placebo que, em sua versão, substitui a palavra walkman pela palavra discman e a expressão ear aid (aparelho auditivo) pela palavra megadrive. Aparece no lado B de Nancy Boy, no disco 2 da edição especial de Sleeping with Ghosts e também na compilação tributo de homenagem "The Smiths Is Dead". Bigmouth Strikes Again também foi regravada pelos grupos Treepeople, The Entertainment System e Slapshot.

## Lista de Músicas

### Single: Rough Trade / RT192 (Reino Unido)
1. Bigmouth Strikes Again
2. Money Changes Everything

### Maxi single: Rough Trade / RTT192 (UK)
1. Bigmouth Strikes Again
2. Money Changes Everything
3. Unloveable

## Formação
- Morrissey - Vocal
- Johnny Marr - Guitarra
- Mike Joyce - Bateria
- Andy Rourke - Baixo

## Recepção
| Gráfico                                  | Posição de pico |
| ---------------------------------------- | --------------- |
| Bélgica (Ultratop)                       | 38              |
| UK Singles (The Official Charts Company) | 26              |

## Capa
Fotografias de James Dean por Nelva Jean Thomas.